# جذب رزونانسی
جذب رزونانسی (resonance absorption) جذب انرژی الکترومغناطیسی در فرکانسی خاص است که در آن انرژی فوتون برابر با انرژی برانگیختگی یک حالت کوانتومی سیستم است. در حوزه ی فیزیک هسته ای، جذب بالای نوترونهایی با انرژی معین توسط هستهٔ اتم تعریف می‌شود.

### جذب روزنانسی در حوزهٔ برهمکنش امواج با پلاسما
در حوزهٔ برهمکنش موج با پلاسما یکی از مواردی که می‌تواند چنین جذبی را فراهم کند تاباندن موجی با قطبش p(که در آن میدان الکتریکی موج موازی با صفحه ای که بردار موج و بردار عمود بر مرز دو محیط می‌سازد است) به پلاسمایی با تغییرات چگالی در صفحهٔ تابش است. مشخصهٔ اصلی این جذب در پلاسما ایجاد الکترونهایی پر انرژی که عمدهٔ انرژی موج را جذب می‌کنند است، بر خلاف جذب برخوردی یا برمشتراهلانگ معکوس که همهٔ الکتروهای موجود در محیط به صورت یکسان از موج انرژی دریافت می‌کنند. برای ایجاد چنین جذبی نیاز است که فرکانس موج تابانده شده به پلاسما (در حالتی که برخورد ذرات با یکدیگر ناچیز باشد) تقریباً با فرکانس پلاسما برابر باشد. چنین جذبی باعث می‌شود به صورت رزونانسی یک موج پلاسمای الکترونی (پلاسمون) برانگیخته شود. اگر پلاسما دارای چگالی متغیر باشد موج به انتشار خود ادامه می‌دهد تا به سطح بحرانی برسد که فرکانس پلاسما با فرکانس موج برابر باشد و در آن نقطه است که جذب رزونانسی فراهم می‌شود. بر همکنش موج-ذره حاصل از این فرایند، انرژی الکترواستاتیک موج الکترونی(پلاسمون) را به انرژی جنبشی الکترونها به صورت دنباله ای فوق گرم(superthermal) در تابع توزیع الکترونها تبدیل می کند .  
در حوزه ی همجوشی لختی به وسیله ی لیزر، با اینکه در ابتدا الکترونهای فوق گرم(superthermal) بعد از برخورد لیزر با پوسته ی کپسول حاوی سوخت همجوشی به بیرون پرتاب می شوند، ولی بعد به وسیله ی بارفضایی که به خاطر جدا شدن از یونها ایجاد می کنند از غلاف ایجاد شده بدین وسیله به مبدأ حرکت خویش برمیگردند و این بازگشت سبب می شود سوخت زودتر از موعد گرم شده و  فشار تخلیه (ablation)  مورد نیاز برای شروع همجوشی بیشتر باشد. 
وجود چنین رزونانسی باعث می‌شود در معادلات موج برای دامنهٔ میدانهای الکتریکی و مغناطیسی تکینگی ظاهر گردد. در شرایط جذب رزونانسی ناپایداری میرایی(decay instability) نیز می‌تواند شکل بگیرد که در آن یک فوتون تبدیل به یک پلاسمون و یک فونون (کوانتای امواج آکوستیکی) یا موج یونی-صوتی می شود که جهت انتشار آنها بر خلاف یکدیگر است. برای اینکه این ناپایداری ایجاد گردد نیاز است تا شدت تابش از یک حد آستانه بیشتر شود.

### انواع جذب رزونانسی
جذب رزونانسی می تواند به صورت خطی یا غیر خطی باشد. در جذب روزنانسی خطی که نیروی پاندرموتیو(ponderomotive ) مرتبط با یونها قابل صرفه نظر کردن است موجب می شود در یک فرکانس خاص جذب کاهش یابد به بهای افزایش جذب در فرکانسها دیگر. برای درک جذب رزونانسی خطی  فرض کنید که پلاسمایی با تغییرات چگالی در راستای مثبت محور Z وجود دارد و موجی با پلاریزاسیون p به صورت مایل از قسمت منفی محور Z به سطح پلاسما برخورد می کند. چونکه چگالی پلاسما با حرکت موج به سمت بالا افزایش می یابد، در نقطه ای خاص موج دیگر به انتشار در جهت مثبت محور Z ادامه نمی‌دهد و شروع به بازگشت در جهت منفی می کند. در نقطه ی بازگشت موج تابیده شده به دو قسمت موج بازتابی و موج محو شونده(evanescent) تقسیم می شود. موج محو شونده تا سطح بحرانی که چگالی پلاسما برابر با چگالی بحرانی است می تواند نفوذ کند. اگر موج تابیده شده که این موج را پدید آورده است دارای مولفه ای در راستای گرادیان چگالی باشد موجب می شود که به صورت نوسانی جدایش باری توسط موج محو شونده در راستای گرادیان چگالی شکل بگیرد. این نوسانات سبب می شود موج الکترونی در سطح بحرانی تحریک گردد که حرکت آن به سمت قسمت رقیقتر خواهد بود. به علت اینکه سرعت فاز الکترونهای مرتبط با این موج الکترونی با کاهش چگالی کاهش می یابد این موج با طی مسیر خود به صورت افزایشی انرژی خود را از طریق میرایی لاندائو از دست می دهد. پس در ابتدای فرایند انرژی الکترومغناطیسی موج تابانده شده به پلاسما  در سطح بحرانی به انرژی الکترواستاتیک تبدیل شده و در نهایت الکترونهای مرتبط با موج الکترونی که انرژی الکترواستاتیک را حمل می کنند بعد از انتشار به قسمت رقیقتر، انرژی الکترواستاتیک را به انرژی جنبشی خود تبدیل می کنند.   
در جذب رزونانسی غیر خطی پاسخ یونها غیر قابل صرفه نظر کردن است بدین نحو که می توان فرایند جذب را در دو مرحله شرح داد. در مرحله ی اول نیروی پاندرموتیو ناشی از پلاسمونهای تحریک شده باعث می شود که توزیع مکانی چگالی یونها تغییر کرده و تیز گردد و این موضوع سبب می شود که جذب بسته به زاویه ی تابش موج کم یا زیاد گردد. در مرحله ی دوم، با شکل گیری ناپایداری میرایی، چگالی پلاسما در راستای سطح بحرانی  تغییر می یابد. این تغییرات چگالی به طور قابل توجهی جذب رزونانسی را افزایش می دهد( تا 4 برابر). 
ناپایداری های موجود در زمینه ی برهمکنش لیزر با پلاسما می تواند به وسیله ی اعمال پالس پهن باند محدود گردد. پالس پهن باند می تواند احتمال برهمکنش بین امواج مختلف را کم کند یا به صورت ناهمدوس ناپایداری های کوچک زیادی را به جای تک ناپایداری های قدرت مند ایجاد کند. نتایج شبیه سازی ها نشان میدهد که در مورد جذب رزونانسی استفاده از پالس های پهن باند می تواند جذب رزونانسی غیر خطی را کاهش دهد به وسیله ی پراکنده کردن نواحی و فرکانسهایی که پلاسمونها به صورت رزونانسی می توانند تحریک گردند . 